# ورزشگاه عبدالله بن خلیفه
ورزشگاه عبدلله بن خلیفه (انگلیسی: Abdullah bin Khalifa Stadium) یک ورزشگاه فوتبال در کشور قطر است.
این ورزشگاه که در شهر دوحه قرار دارد در سال ۲۰۱۳ تأسیس شده و دارای ۱۲٬۰۰۰ نفر ظرفیت می‌باشد.

## جام ملت‌های آسیا ۲۰۲۳
ورزشگاه عبدالله بن خلیفه میزبانی هفت مسابقه در جام ملت‌های آسیا ۲۰۲۳ را برعهده داشت.

| تاریخ          | زمان       | تیم شماره١ | نتیجه                  | تیم شماره٢ | گروه          | حضور  |
| -------------- | ---------- | ---------- | ---------------------- | ---------- | ------------- | ----- |
| ۱۳ ژانویه ۲۰۲۴ | ساعت ۱۷:۳۰ | چین        | ۰–۰                    | تاجیکستان  | گروه A        | ۴٬۰۰۱ |
| ۱۶ ژانویه ۲۰۲۴ | ساعت ۱۷:۳۰ | تایلند     | ۲–۰                    | قرقیزستان  | گروه F        | ۴٬۵۳۰ |
| ۱۹ ژانویه ۲۰۲۴ | ساعت ۱۷:۳۰ | ویتنام     | ۰–۱                    | اندونزی    | گروه D        | ۷٬۲۵۳ |
| ۲۱ ژانویه ۲۰۲۴ | ساعت ۱۷:۳۰ | عمان       | ۰–۰                    | تایلند     | گروه F        | ۶٬۳۴۰ |
| ۲۳ ژانویه ۲۰۲۴ | ساعت ۱۸:۰۰ | هنگ کنگ    | ۰–۳                    | فلسطین     | گروه C        | ۶٬۵۶۸ |
| ۲۵ ژانویه ۲۰۲۴ | ساعت ۱۸:۰۰ | قرقیزستان  | ۱–۱                    | عمان       | گروه F        | ۶٬۲۳۱ |
| ۳۱ ژانویه ۲۰۲۴ | ساعت ۱۹:۰۰ | ایران      | ۱–۱ (۵–۳) ضربات پنالتی | سوریه      | یک هشتم نهایی | ۸٬۷۲۰ |